# Загребалы

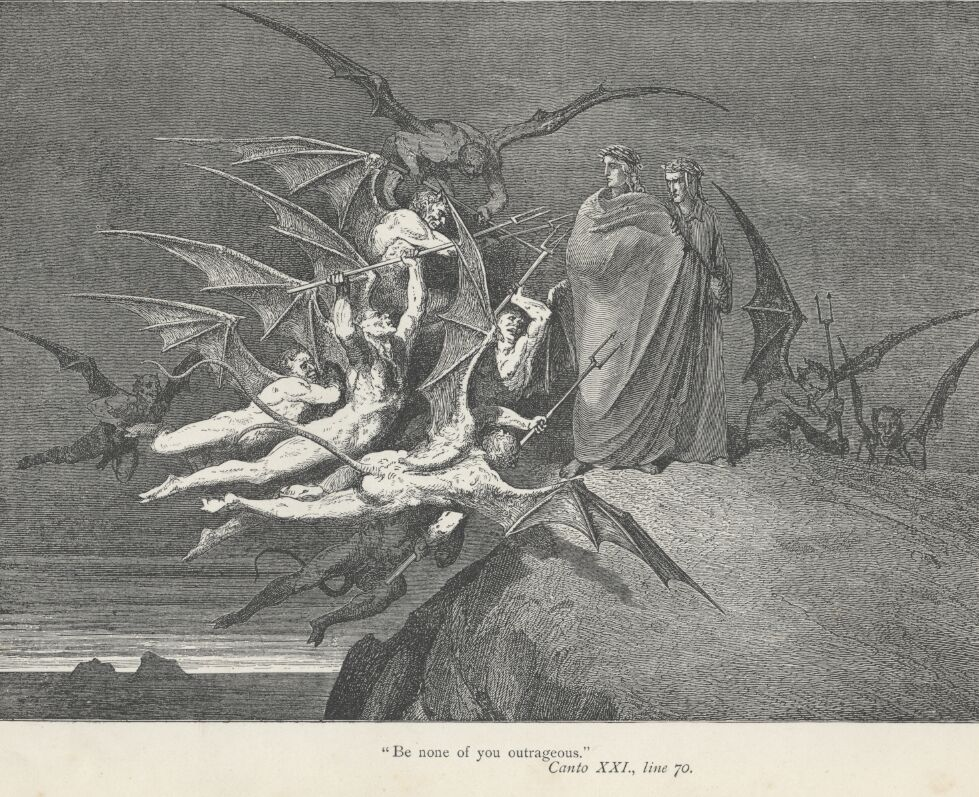
Загребалы атакуют Вергилия и Данте, рисунок Густава Доре.

Загребалы (итал. Malebranche) — «бесы с баграми», крылатые демоны, охраняющие грешников в пятом рву восьмого круга Ада в «Божественной комедии» Данте. О них повествуется в Песнях XXI и XXII. Жестокие и склочные, они обязаны своими вилами удерживать души коррумпированных чиновников (мздоимцев) на дне Флегетона, не давая всплывать на поверхность кипящей смолы.

## СобытияБожественной комедии

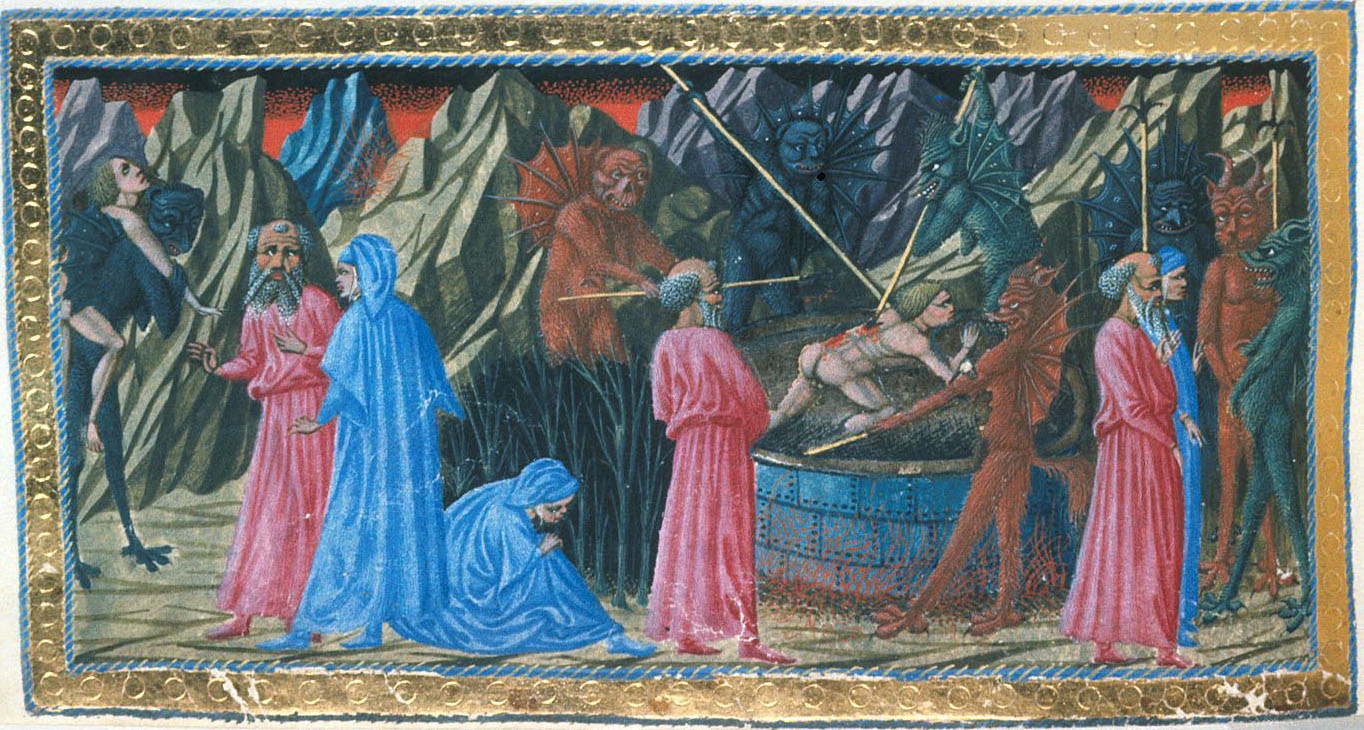
Данте (в синем) и Вергилий (в красном) встречают Загребал, рисунок Джованни ди Паоло.

- Когда Данте и Вергилий встречают Загребал, Вергилий заводит разговор с их предводителем Хвостачом. Хвостач поручает группе бесов сопроводить поэтов до следующего моста через «злые щели», так как многие мосты были разрушены землетрясением, вызванным смертью Христа.

В «Божественной комедии» названы двенадцать Загребал (имена по-русски приведены в версии перевода Михаила Лозинского):
- Хвостач (итал. Malacoda), предводитель
- Забияка (итал. Farfarello)
- Старик (итал. Calcabrina)
- Собачий зуд (итал. Graffiacane)
- Борода (итал. Barbariccia)
- Дракон (итал. Draghignazzo)
- Забияка (итал. Libicocco)
- Клыкастый боров (итал. Ciriatto)
- Собака (итал. Cagnazzo)
- Рыжик лютый (итал. Rubicante)
- Косокрыл (итал. Alichino)
- Тормошило (итал. Scarmiglione)

Впервые Загребалы упоминаются в тексте поэмы в терцинах 37—39 Песни XXI «Ада»:

Взбежав на мост, сказал: «Эй, Загребалы,

Святая Дзита шлёт вам старшину!

Кунайте! Выбор в городе немалый…»

Среди комментаторов «Божественной комедии» распространена точка зрения на то, что имена бесов Загребал нужно интерпретировать в контексте имен грешников, которых они стерегут.

## Образы Загребал в культуре
- Нил Гейман при создании своего комикса Песочный человек искал вдохновения в образах адской воронки Данте, в результате чего в его произведение вошли лес Самоубийц, Загребалы и город Дит, а также заключенный в аду Люцифер.
- Четвёрка могущественных демонов из компьютерной игры Final Fantasy IV носят имена Загребал, а именно Тормошило, Собачий Зуд, Борода и Рыжик Лютый. В середине игры появляется ещё один демон, Старик, также демон Загребала. Кроме того, в версии DS четвёрка демонов объединяется в могущественного демона по имени Герион. В финале Final Fantasy VI показана аналогичная «Божественной комедии» вертикаль мироздания: застрявшие в ловушке Сатана (Ад), люди, животные и техника (Чистилище), за которыми следует ангельский дуэт на вершине небытия (Рай) с безумным Кефка Палаццо, символизирующим магию и смерть, периодически напоминающий игрокам, что жизнь не имеет смысла. Во французской версии финальная часть игры названа в честь «Божественной комедии».
- В играх Castlevania: Aria of Sorrow и Castlevania: Dawn of Sorrow появляются несколько монстров, вдохновлённых загребалами[3][4].
- В игре Shin Megami Tensei: Persona 3 места действия носят имена Malebranche (Загребалы), Cocytus (Коцит), Каина, Aнтенора, Толомея, Джудекка и Эмпирей.
- В игре 2012 года Resident Evil: Revelations присутствуют отсылки на «Ад» Данте, как на биотеррористическую организацию «Il Veltro», считающую общество деградировавшим до наглядной версии девяти кругов. В начале каждого уровня игрок видит на экране терцины Данте. Среди противников в игре присутствуют Загребалы.